# Elliot Grandin
Elliot Grandin (ur. 17 października 1987 w Caen) – francuski piłkarz grający na pozycji pomocnika.

## Kariera klubowa
Elliot rozpoczynał swoją karierę w klubie z rodzinnego miasta SM Caen. Mimo młodego wieku był podstawowym graczem klubu i ze swoją drużyną w sezonie 2006/07 awansował do Ligue 1. W styczniu 2008 przeniósł się do Olympique Marsylia.
Zimą 2009 roku wypożyczono go do Grenoble Foot 38.
11 sierpnia 2010 podpisał kontrakt z Blackpool. W zespole tym zadebiutował 14 sierpnia w wygranym 4:0 ligowym meczu z Wigan Athletic. 30 stycznia 2012 roku został wypożyczony do końca sezonu do OGC Nice.
2 sierpnia 2013 roku podpisał roczny kontrakt z Crystal Palace.

## Kariera reprezentacyjna
Grandin występował w młodzieżowych reprezentacjach Francji (U-15, U-17, U-18). W 2005 roku wygrał ze swoją reprezentacją Meridian Cup w Egipcie.